# 安杜哈尔
安杜哈尔，是西班牙安达卢西亚自治区哈恩省的一个市镇。总面积965平方公里，总人口37975人（2016年），人口密度39人/平方公里。